# Росток (издательство)
«Росток» — российское издательство. Основано в 2000 году в Санкт-Петербурге.
В основном выпускает следующую литературу: художественную, научно-популярную, философскую и учебно-методическую.
В том числе, выпускает ранее не издававшиеся произведения русских поэтов и писателей XX века: З. Гиппиус, Н. Клюева, М. Пришвина, В. Розанова, М. Волошина и др., работы крупных ученых — бактериологов, физиологов, биологов, экономистов (С. Н. Виноградского, Э. С. Бауэра, А. Д. Билимовича).
В 2010 году завершено издательство 30-томного собрания сочинений Василия Розанова.
Издательство является получателем субсидий для выпуска книг из бюджета Санкт-Петербурга.